# The Dig
Pour le film, voir The Dig (film).
Pour les articles homonymes, voir Dig.
The Dig est un jeu d'aventure développé et édité par LucasArts le 30 novembre 1995 sur PC et Macintosh. Le jeu se déroule dans un univers de science-fiction inspiré d’une idée créée à l’origine pour la série Histoires fantastiques de Steven Spielberg. Le joueur incarne le commandant Boston Low, leader d’une équipe de cinq astronautes devant placer des explosifs sur un astéroïde afin de le faire exploser avant qu’il n’entre en collision avec la Terre. En utilisant une interface en pointer-et-cliquer, le joueur dirige son personnage et doit résoudre des puzzles pour avancer dans le jeu. Le jeu a été conçu par Noah Falstein, puis Brian Moriarty, puis Sean Clark et est basé sur le moteur SCUMM. Comme les précédents titres développés par le studio, le jeu intègre également le système audio iMUSE ainsi que le système de compression de vidéo INSANE. À sa sortie, le jeu a reçu un accueil positif, la presse spécialisée mettant en avant l’atmosphère du jeu mais regrettant la trop grande difficulté des puzzles.

## Trame
Le jeu débute alors que le radiotélescope de Bornéo détecte l’approche d’un astéroïde qui menace d’entrer en collision avec la Terre. Les autorités planifient alors une expédition pour planter des explosifs à sa surface afin de modifier sa trajectoire et une équipe de cinq personnes embarque à bord de la navette spatiale Atlantis pour mettre ce plan a exécution : le capitaine Boston Low, le pilote Ken Borden, la journaliste Maggie Robbins, l’archéologue Ludger Brink et la technicienne de la NASA Cora Miles.
Après avoir réussi à altérer la trajectoire de l’astéroïde, ils découvrent que celui-ci est creux et commencent à l’explorer. Lorsque Low, Robbins et Brink pénètrent à l’intérieur, ils sont pris au piège dans l’astéroïde qui accélère et commence à s’éloigner de la Terre. Les trois astronautes sont finalement libérés mais découvrent en sortant qu’ils sont sur une planète extra-terrestre. Sur celle-ci, ils trouvent les vestiges d’une ancienne civilisation qui semble aujourd’hui éteinte. Guidé par une forme d’énergie spirituelle, ils parviennent à un endroit où le sol semble dissimuler une ouverture. Brink commence alors à creuser mais le sol cède sous son poids, mettant à jour une caverne souterraine. Low et Robbins ne tardent pas à retrouver son corps sans vie dans les décombres, puis ils commencent à explorer la caverne. Dans ce qui semble être un musée, Low découvre deux cristaux contenant un liquide vert. Après avoir vu une démonstration de leur fonction dans le musée, Low les utilise pour ramener Brink à la vie. Ils cherchent ensuite un moyen de retourner sur Terre en déchiffrant les textes et les images trouvés dans les vestiges. Au cours de leurs recherches, ils découvrent une pyramide qui abrite le corps d’un extra-terrestre qu’ils ramènent à la vie avec les cristaux. Celui-ci leur explique que son espèce, après avoir été corrompue par les cristaux, a quitté ce monde pour un autre univers, Spacetime Six. D’après lui, ses congénères n’ont cependant pas réussi à revenir dans ce monde et seuls ces derniers pourraient fournir aux trois astronautes un vaisseau capable de rejoindre la Terre. Low propose alors de rejoindre Spacetime Six afin de leur montrer comment revenir, mais cela nécessite de réactiver le portail qu’ils avaient utilisé. Pour l’alimenter, ils récupèrent deux cristaux mais, rendu fou par ces derniers, Brink attaque Low pour s’en emparer, et il meurt dans le combat. Pendant l’ouverture du portail, Robbin se fait tuer, mais Low parvient à atteindre Spacetime Six puis à faire revenir les extra-terrestres dans leur monde d’origine. Ils ramènent Brink et Robbins à la vie, en prenant soin de libérer Brink de sa folie pour les cristaux. Les aliens reconstruisent alors un vaisseau spatial pour les trois astronautes qui rejoignent la Terre en compagnie des représentants extra-terrestres.

## Système de jeu
The Dig est un jeu d'aventure en 2D se jouant en vue à la troisième personne. Via une interface en pointer-et-cliquer, le joueur dirige Boston Low et doit résoudre des puzzles pour avancer dans le jeu. Le joueur peut interagir avec son environnement en utilisant des commandes verbales. Comme les précédents jeux d'aventure développés par LucasArts, le jeu utilise le moteur SCUMM, initialement créé par Ron Gilbert pour Maniac Mansion, les développeurs ayant repris les améliorations de celui-ci introduites dans Full Throttle.

## Développement

### Conception
Le concept original de The Dig est imaginé par Steven Spielberg. Celui-ci souhaite à l’époque en faire un épisode de la série Histoires fantastiques dont le scénario serait basé sur celui des films Planète interdite et Le Trésor de la Sierra Madre. Comme dans Planète interdite, deux équipes d’archéologues y explorent les ruines d’une ancienne civilisation sur une planète extraterrestre. Sous l’influence de ce qu’ils découvrent, la méfiance s’installe entre les deux équipes qui en viennent à s’affronter comme dans  Le Trésor de la Sierra Madre. Le budget et les technologies nécessaires pour le réaliser ne sont cependant pas disponibles à l’époque et le projet est abandonné. Son concept est cependant proposé à George Lucas qui décide en 1989 d’en tirer un jeu d’aventure. Lors d’une réunion au Skywalker Ranch en  octobre 1989, Steven Spielberg présente ses idées à l’équipe créative de Lucasfilm Games, incluant alors Ron Gilbert, Noah Falstein, David Fox, Doug Crockford et Brian Moriarty. Le projet est alors confié à Noah Falstein. D’après lui, le concept qu’il développe est alors très différent de celui de la version finale. Dans cette première version, les extraterrestres n’ont pas disparu et vivent de manière primitive dans les ruines de leur civilisation. Le joueur peut explorer quatre types d’environnement entourant quatre cités, la première se trouvant dans le désert, la seconde dans les montagnes, la troisième étant à moitié submergée et la quatrième se trouvant dans la jungle, à l’intérieur d’une gigantesque créature génétiquement modifiée pour accueillir les extraterrestres. Cette dernière idée est proposée par Dave Grossman, alors concepteur et programmeur sur le jeu. Dans cette version, le joueur doit notamment gérer l’approvisionnement en eau et en nourriture de son équipe. Pour cela, le joueur dispose de deux types de personnages : le premier peut fabriquer des machines capables de purifier l’eau et d’attraper des animaux et le second, le biologiste, peut plus facilement s’approvisionner à partir de ce qu’il trouve. Le jeu incorpore également des éléments de jeu de rôle qui sont plus tard abandonnés, LucasArts n’étant pas très enthousiaste sur le sujet.
En 1993, après dix-huit mois de développement, Brian Moriarty est nommé à la tête du projet à la suite de changements dans le management du studio,. Celui-ci décide alors de recommencer le développement à zéro et d’abandonner certains des concepts, notamment les éléments de jeu de rôle, imaginés  par Noah. Il confie la conception graphique à Bill Eaken qui crée alors la plupart des arrières plans du jeu et qui dessine les premiers croquis des « flèches ». Jugeant ces dernières intéressantes, Brian décide que la totalité du jeu doit se dérouler près de celles-ci. Il souhaite également qu’il n’y ait pas d’usine ou de structure sur les îles, seulement des rochers, ce qui pousse Bill à introduire  des éléments permettant de rendre les décors moins répétitifs : les couleurs vives et les sculptures extraterrestres. Dans cette nouvelle version, l’action est centrée autour de quatre personnages principaux : Boston Low, le docteur Ludger Brink, Judith Robbins et Toshi Olema, un homme d’affaires japonais qui a fourni la majeure partie des fonds et des technologies ayant permis de monter l’expédition. Ce dernier est supposé connaître une mort atroce lorsqu’il tombe dans une caverne dans laquelle des gouttes d’acides tombent du plafond. Incapables de récupérer son corps, ses coéquipiers ne peuvent donc pas le ramener à la vie avec les cristaux. Le personnage de Toshi est finalement entièrement retiré du jeu. Cette version du jeu est particulièrement sanglante et est donc destinée aux adultes. Spielberg pense au départ que cela correspond bien au jeu mais après la sortie de Jurassic Park en 1993, il reçoit de nombreuses plaintes de parents au sujet des scènes sanglantes et violente du film. Ces derniers ont en effet ignoré le classement en  PG-13 du film et amené leurs enfants voir le film. Craignant que ce genre d'erreur se reproduise avec The Dig, ils demandent donc aux développeurs d’atténuer le niveau de violence du jeu.
Brian Moriarty est ensuite remplacé par Dave Grossman à la tête du projet, qui est lui-même finalement remplacé par Sean Clark qui termine le développement du jeu.
Industrial Light & Magic s'est occupé de plusieurs cinématiques.

### Audio
La bande originale du jeu est composée par Michael Land. Pour s’imprégner de l’atmosphère du jeu, il commence par discuter avec Sean Clark du scénario, des personnages et des aspects plus profonds du jeu comme la psychologie et le sens de celui-ci. Il consacre ensuite une bonne partie de son temps à rassembler des idées pouvant correspondre à la structure dramatique du jeu. Pour coller à l’ambiance du jeu, il choisit finalement de mélanger des éléments synthétiques, joués sur un synthétiseur Kurzweil K2000, et des éléments de musique symphonique s’inspirant de Vangelis, Bach et Wagner. Il se focalise notamment sur la musique de ce dernier dont il extrait environ trois cents segments, d’une durée comprise entre deux et dix secondes, principalement basés sur l’utilisation d’instruments à cordes et dans lesquels la mélodie n’est pas prédominante. Après avoir ajusté leurs tonalités, il les intègre au sein des compositions préalablement enregistrées au clavier,. Pour les voix du titre A River Canyon, il fait appel à la chanteuse Emily Bezar. Au total, il travaille sur la musique du jeu pendant environ un an, sept semaines supplémentaires lui ayant été nécessaires pour adapter celle-ci pour la version CD de la bande originale.
Le doublage du héros Boston Low est, quant à lui, assuré dans la version francophone par Patrick Poivey.

## Version
La version originale de The Dig est publié par LucasArts le 30 novembre 1995. Depuis 2009, le jeu est également disponible en téléchargement sur Steam.

## Accueil

### Critique
| The Dig                  |      |       |
| Média                    | Nat. | Notes |
| Computer Gaming World    | US   | 4/5   |
| Edge                     | UK   | 8/10  |
| GameSpot                 | US   | 45 %  |
| Gen4                     | FR   | 4/5   |
| Joystick                 | FR   | 90 %  |
| PC Gamer US              | US   | 88 %  |
| Rétrospective            |      |       |
| Adventure Gamers         | US   | 3/5   |
| Adventure Classic Gaming | US   | 3/5   |
| AllGame                  | US   | 4/5   |

À sa sortie, The Dig reçoit un accueil mitigé de la presse spécialisée qui est notamment partagée au sujet de son aspect visuel, de son scénario et de ses dialogues. Plusieurs journalistes jugent que le jeu est desservi par un moteur de jeu d’un autre âge et que graphiquement, le résultat est décevant,. Ils critiquent notamment le choix des couleurs, la faible résolution des animations et les incohérences graphique entre les différentes séquences du jeu et concluent que « le jeu est moche »,. Toutes les critiques ne sont cependant pas aussi extrêmes. Ainsi, le journaliste de Computer Gaming World considère que les développeurs ont réussi à tirer le meilleur de son moteur graphique, et pour celui de PC Gamer, les animations ont un certain charme malgré leur résolution limitée,. De leur côté, les auteurs du test de Gen4 jugent ses graphismes « impressionnants » et ses animations « efficaces », mais regrettent qu’avec certains ordinateurs, les temps de chargement sont trop long et les cinématiques saccadées. Les effets sonores et les musiques du jeu font en revanche l’unanimité. Le journaliste de Joystick les jugent par exemple très réussies et celui de GameSpot, très critiques au sujet du jeu, considère que la bande originale est l’élément salvateur du jeu,. Le doublage est généralement jugé convaincant mais l’auteur du test de GameSpot le trouve trop stéréotypé et celui de Gen4 note que les voix manquent de pêche pendant les altercations,. La réalisation du jeu est globalement saluée par les critiques même si la plupart d’entre-elles estiment qu’elle n’est pas à la hauteur des précédents jeux du studio comme Full Throttle,,.
La presse est également partagée au sujet du scénario et des dialogues. Plusieurs journalistes jugent ainsi l’histoire réussie, dont ceux de Gen4 qui l'estiment « fascinante » et profonde. Ces derniers saluent également la qualité et le sérieux de ses dialogues qu’ils mettent au niveau de ceux des Gabriel Knight.  L’auteur du test de GameSpot a un avis diamétralement opposé et déplore le manque d’imagination et le côté prévisible du scénario, avant d’ajouter que les dialogues sont aussi déplorable que ce dernier. En matière de gameplay, la  plupart des critiques s’accordent à dire que son interface graphique est très réussie et facile à prendre en main. Un des journalistes de Gen4 regrette cependant l’absence d’un système de dialogues plus élaboré qui d’après lui rendrait les discussions plus interactives,. Les énigmes du jeu sont jugées « ingénieuses » et suffisamment difficiles, le journaliste de GameSpot considérant même que certaines sont trop difficiles,. La durée de vie du jeu est estimée à une vingtaine d’heure, ce que les critiques considèrent comme raisonnables, notamment en comparaison de celle Full Throttle,.
Globalement, les avis concernant The Dig sont partagés. Pour Gen4, le jeu est ainsi un « petit bijou » doté d’un scénario passionnant et d’une ambiance fabuleuse. Le site GameSpot estime au contraire qu’il est très décevant et qu’il représente un « grand bond en arrière » par rapport aux précédents jeux d’aventure de LucasArts. Les autres critiques sont plus nuancées et le considère comme un bon jeu d’aventure de science-fiction,,.

### Ventes
À sa sortie, The Dig connaît un succès commercial inédit pour un jeu d'aventure LucasArts avec 300 000 exemplaires vendus.

## Adaptation
Après la sortie du jeu, son scénario est adapté en roman par l’auteur de science-fiction Alan Dean Foster, connu pour ses adaptations de film comme Star Wars et Alien 3. Outre la version papier, un livre audio du roman a également été publié. Le roman ne suit pas exactement le scénario du jeu, certains de ses chapitres présentant les événements du point de vue des extra-terrestres. Il fournit également des informations supplémentaires sur l’univers du jeu, comme l’impact sur Terre suite de la découverte de l’astéroïde, et explique certains mystères non élucidés dans le jeu. D’après le magazine Publishers Weekly, le roman est sévèrement limité par le fait d’avoir été adapté d’un jeu vidéo dans lequel le héros se contente de ramasser des objets et de résoudre des énigmes.  La critique note également que les personnages du roman sont stéréotypés et que sa métaphysique est simpliste, deux défauts qu’elle attribue au fait d’être adapté d’un jeu vidéo.